# На самом дне океана (фильм)
«На самом дне океана» (англ. The Deep End of the Ocean) — американский драматический фильм 1999 года режиссёра Улу Гросбарда, снятый по одноимённому роману Жаклин Митчард.

## Сюжет
Мэдисон, штат Висконсин, 1988 год. Молодая женщина Бет Каппадора (Мишель Пфайффер) вместе с детьми отправляется в Чикаго на встречу выпускников, по случаю 15-летия окончания школы. Приехав в гостиницу, она в суматохе всего лишь на минуту отходит от своих детей. И случается непоправимое, её трёхлетний сын Бен бесследно исчезает, словно растворившись в переполненном людьми холле отеля. Надежда отыскать мальчика тает с каждой минутой. Его не видел никто. Все поиски оказываются безрезультатными. Время идёт, но Бет не может смириться с потерей ребёнка.
Проходит 9 лет, семья Каппадора переезжает жить в Чикаго, открывает там собственный ресторан. И вот однажды в их новый дом приходит подросток, предлагая свои услуги по стрижке газона. Бет сразу бросается в глаза схожесть мальчика с её пропавшим ребёнком, она уверена, что это и есть её сын Бен. Бет тайно фотографирует мальчика и показывает снимки своему мужу Пату (Трит Уильямс) и детективу Кэнди Блисс (Вупи Голдберг), которая вела расследование об исчезновении в 1988 году. За домом Сэма (так зовут мальчика) устанавливают наблюдение…

## В ролях
- Мишель Пфайффер — Бет Каппадора
- Трит Уильямс — Пат Каппадора
- Вупи Голдберг — детектив Кэнди Блисс
- Джонатан Джексон — Винсент Каппадора (в 16 лет)
- Кори Бак — Винсент Каппадора (в 7 лет)
- Райан Мэрриман — Сэм Каррас / Бен Каппадора (в 12 лет)
- Майкл МакЭлрой — Бен Каппадора (в 3 года)
- Алекса Вега — Керри Каппадора
- Бренда Стронг — Эллен
- Майкл МакГрэйди — Джимми Догерти
- Джон Капелос — Джордж Каррас
- Тони Мусанте — дедушка Анджело
- Роуз Грегорио — бабушка Рози
- Оливия Саммерс — Сесиль Локхарт

## Награды и номинации
| Премия             | Год  | Категория                                                     | Актёр            | Итог      |
| ------------------ | ---- | ------------------------------------------------------------- | ---------------- | --------- |
| «YoungStar Awards» | 1999 | Лучшее исполнение роли молодым актёром в драматическом фильме | Райан Мэрриман   | Номинация |
| «YoungStar Awards» | 1999 | Лучшее исполнение роли молодым актёром в драматическом фильме | Джонатан Джексон | Номинация |
| «Молодой актёр»    | 2000 | Best Performance in a Feature Film - Supporting Young Actor   | Райан Мэрриман   | Награда   |
| «Молодой Голливуд» | 2000 | Выдающийся прорыв                                             | Джонатан Джексон | Победа    |